# Persone di cognome Xu
| Questa pagina contiene informazioni ricavate automaticamente dalle voci biografiche con l'ausilio del template Bio e di un bot. L'aggiornamento è periodico e automatico e ricostruisce completamente la pagina. Se manca una persona in questa lista, sei pregato di non aggiungerla, ma accertati piuttosto che la sua voce biografica contenga il template Bio e che i dati anagrafici siano correttamente compilati. Se il template Bio manca, inseriscilo tu stesso o, in alternativa, metti l'avviso {{tmp\|Bio}} che ne segnala la mancanza. Se i dati riportati sono sbagliati, correggi direttamente la voce biografica; le modifiche saranno visibili in questa lista entro pochi giorni. Per chiarimenti vedi il progetto antroponimi. La lista contiene solo le 81 persone che sono citate nell'enciclopedia e per le quali è stato implementato correttamente il template Bio. Pagina aggiornata al 7 mag 2025. |

Questa è una lista di persone presenti nell'enciclopedia che hanno il cognome Xu, suddivise per attività principale.

## Allenatori di calcio(2)
- Xu Hong, allenatore di calcio, ex calciatore e ex giocatore di calcio a 5 cinese (n. 1968)
- Xu Tao, allenatore di calcio e ex calciatore cinese (n. 1965)

## Allenatori di pallacanestro(1)
- Xu Limin, allenatore di pallacanestro cinese (n. 1966)

## Arciere(1)
- Xu Jing, arciera cinese (Shandong, n. 1990)

## Artisti(1)
- Xu Zhen, artista cinese (n. 1977)

## Astiste(1)
- Xu Huiqin, astista cinese (n. 1993)

## Astronomi(1)
- Xu Zhijian, astronomo cinese (Nanchino, n. 1989)

## Attori(1)
- Xu Kaicheng, attore e ballerino cinese (Shanghai, n. 1990)

## Attrici(3)
- Jade Xu, attrice e ex artista marziale cinese (Shanghai, n. 1986)
- Xu Jinglei, attrice e regista cinese (Pechino, n. 1974)
- Tiffany Xu, attrice e modella taiwanese (Taiwan, n. 1984)

## Calciatori(10)
- Xu Bo, ex calciatore cinese (Shenyang, n. 1985)
- Xu Haofeng, calciatore cinese (Chengdu, n. 1999)
- Xu Jianping, calciatore cinese (Dalian, n. 1955 - Dalian, † 2015)
- Xu Liang, ex calciatore cinese (Shenyang, n. 1981)
- Xu Xin, calciatore cinese (Shenyang, n. 1994)
- Xu Yang, calciatore cinese (Pechino, n. 1987)
- Xu Yang, ex calciatore cinese (Shenyang, n. 1974)
- Xu Yang, ex calciatore cinese (Shenyang, n. 1979)
- Xu Yonglai, ex calciatore cinese (n. 1954)
- Xu Yunlong, ex calciatore cinese (Pechino, n. 1979)

## Calciatrici(2)
- Xu Yanlu, calciatrice cinese (Nantong, n. 1991)
- Xu Yuan, calciatrice cinese (n. 1985)

## Canottiere(1)
- Xu Dongxiang, canottiera cinese (Hangzhou, n. 1983)

## Cestiste(1)
- Xu Xiangmei, ex cestista cinese (Wuhan, n. 1966)

## Cestisti(2)
- Xu Xiaoliang, ex cestista cinese (n. 1962)
- Xu Zhaoxiong, cestista cinese (n. 1912)

## Ciclisti su strada(1)
- Xu Gang, ex ciclista su strada cinese (Pechino, n. 1984)

## Diplomatici(1)
- Xu Jue, diplomatico cinese (Wuxi, n. 1843 - Repubblica di Cina, † 1916)

## Esploratori(2)
- Xu Fu, esploratore e navigatore cinese (Qi, n. 255 a.C.)
- Xu Xiake, esploratore cinese (n. 1587 - † 1641)

## Filantrope(1)
- Candida Xu, filantropa cinese (n. 1607 - Provincia di Nanchino, † 1680)

## Funzionari(1)
- Xu Guangqi, funzionario, matematico e agronomo cinese (Shanghai, n. 1562 - Pechino, † 1633)

## Generali(5)
- Xu Da, generale cinese (n. 1332 - † 1385)
- Xu Huang, generale cinese (n. 169 - † 227)
- Xu Shouhui, generale cinese (Hubei - † 1360)
- Xu Shuzheng, generale cinese (Contea di Xiao, n. 1880 - † 1925)
- Xu Xiangqian, generale e politico cinese (Contea di Wutai, n. 1901 - Pechino, † 1990)

## Giavellottiste(1)
- Xu Demei, ex giavellottista cinese (Zhejiang, n. 1967)

## Giocatori di badminton(1)
- Xu Chen, giocatore di badminton cinese (n. 1984)

## Giocatori di snooker(1)
- Xu Si, giocatore di snooker cinese (Jiexi, n. 1998)

## Giocatrici di badminton(1)
- Xu Huaiwen, ex giocatrice di badminton cinese (Guiyang, n. 1975)

## Goisti(3)
- Xu Haohong, goista taiwanese (Hsinchu, n. 2001)
- Xu Jiayang, goista cinese (Qinhuangdao, n. 1999)
- Xu Jingen, goista taiwanese (n. 2006)

## Judoka(2)
- Xu Lili, judoka cinese (Binzhou, n. 1988)
- Xu Yan, judoka cinese (Pechino, n. 1981)

## Lottatrici(1)
- Xu Li, lottatrice cinese (Suzhou, n. 1989)

## Marciatrici(1)
- Xu Yongjiu, ex marciatrice cinese (Liaoning, n. 1964)

## Militari(1)
- Xu Zhu, militare cinese

## Modelle(1)
- Diana Xu, modella cinese (Shanghai, n. 1990)

## Nuotatori(1)
- Xu Jiayu, nuotatore cinese (Wenzhou, n. 1995)

## Nuotatrici(3)
- Xu Huiyan, sincronetta cinese (n. 2005)
- Xu Tianlongzi, nuotatrice cinese (Yantai, n. 1991)
- Xu Yanwei, ex nuotatrice cinese (Shanghai, n. 1984)

## Paleontologi(1)
- Xu Xing, paleontologo, scrittore e regista cinese (Xinjiang, n. 1956)

## Pallavoliste(3)
- Xu Jiujing, pallavolista cinese (n. 1995)
- Xu Ruoya, pallavolista cinese (n. 1994)
- Xu Yunli, pallavolista cinese (Fuzhou, n. 1987)

## Pattinatori di short track(1)
- Xu Hongzhi, pattinatore di short track cinese (Jiamusi, n. 1996)

## Pentatleti(1)
- Xu Yunqi, pentatleta cinese (n. 1987)

## Pittori(2)
- Xu Beihong, pittore cinese (Yixing, n. 1895 - Pechino, † 1953)
- Xu Wei, pittore cinese (Shaoxing, n. 1521 - † 1593)

## Poeti(1)
- Xu Lizhi, poeta cinese (Jieyang, n. 1990 - Shenzhen, † 2014)

## Politici(3)
- Xu Haidong, politico, scrittore e generale cinese (Contea di Dawu, n. 1900 - Zhengzhou, † 1970)
- Xu Shichang, politico cinese (Weihui, n. 1855 - Tientsin, † 1939)
- Xu Yongyue, politico cinese (n. 1942)

## Scacchiste(1)
- Xu Yuhua, scacchista cinese (Jinhua, n. 1976)

## Scacchisti(2)
- Xu Jun, scacchista cinese (Suzhou, n. 1962)
- Xu Xiangyu, scacchista cinese (Taiyuan, n. 1999)

## Schermitrici(2)
- Xu Anqi, schermitrice cinese (Nanchino, n. 1992)
- Xu Chengzi, schermitrice cinese (n. 1994)

## Sciatrici freestyle(1)
- Xu Mengtao, sciatrice freestyle cinese (Jilin, n. 1990)

## Storici(1)
- Xu Zhen, storico cinese (Changzhou, n. 1898 - † 1967)

## Tennistavolisti(1)
- Xu Xin, tennistavolista cinese (Xuzhou, n. 1990)

## Tenniste(2)
- Xu Shilin, tennista cinese (Zhongshan, n. 1998)
- Xu Yifan, tennista cinese (Tientsin, n. 1988)

## Tuffatrici(1)
- Xu Yanmei, ex tuffatrice cinese (Nanchang, n. 1971)

## Veliste(1)
- Xu Lijia, velista cinese (Shanghai, n. 1987)

## Senza attività specificata(2)
- Xu Haifeng, ex tiratore a segno cinese (n. 1957)
- Xu Nannan, ex sciatrice freestyle cinese (n. 1977)